# Myzomorphus flavipes
Myzomorphus flavipes là một loài bọ cánh cứng trong họ Cerambycidae.